# Elezioni comunali in Sicilia del 1995
Le elezioni comunali in Sicilia del 1995 si tennero il 23 aprile (con ballottaggio il 7 maggio) e il 18 novembre (con ballottaggio il 2 dicembre). La Sicilia, nel disciplinare con legge regionale la disciplina elettorale degli enti locali, fu la prima regione in Italia ad introdurre l'elezione diretta del sindaco. Secondo la legge elettorale siciliana (L.R. n. 7, 26 agosto 1992), il voto si esprimeva su due schede, l'una per l'elezione del Consiglio comunale e l'altra per l'elezione diretta del Sindaco.
Nei comuni con popolazione superiore a 10.000 abitanti, le liste potevano costituire una coalizione. L'apparentamento era ammesso esclusivamente tra le liste e non con i candidati alla carica di Sindaco. Il 70% dei seggi (con arrotondamento, in caso di numero frazionario, all'unità superiore) era assegnato proporzionalmente; i restanti seggi erano attribuiti, secondo il criterio proporzionale, per due terzi alla lista o al gruppo di liste coalizzate che avesse conseguito il maggior numero dei voti validi, e i seggi ulteriormente residui alla lista o alla coalizione di liste risultata seconda per numero di voti validi attribuiti (art. 23).

## Elezioni del novembre 1995

### Provincia regionale di Catania

#### Aci Catena
| Candidati | Candidati                                                                                  | Voti   | %     |
| --------- | ------------------------------------------------------------------------------------------ | ------ | ----- |
|           | Ignazio Dario Leone (Acicatena Tradizione e Progresso-CDU-Sinistra) Accede al ballottaggio | 4.182  | 32,13 |
|           | Sebastiano Oliveri (AN-CCD) Accede al ballottaggio                                         | 3.289  | 25,27 |
|           | Vincenzo Li Pira (FI-Cattolici Liberali-Altri-Sinistra)                                    | 2.195  | 16,87 |
|           | Bernardo Pirrone                                                                           | 2.030  | 15,60 |
|           | Domenico Genovese                                                                          | 1.318  | 10,13 |
| Totale    | Totale                                                                                     | 13.014 | 100   |

| Liste                        | Liste                                 | Voti   | %     | Seggi |
| ---------------------------- | ------------------------------------- | ------ | ----- | ----- |
|                              | Acicatena Tradizione e Progresso      | 2.968  | 22,00 | 5     |
| Cristiani Democratici Uniti  | 2.851                                 | 21,14  | 5     |       |
| Sinistra                     | 173                                   | 1,28   | -     |       |
|                              | Forza Italia-Cattolici Liberali-Altri | 2.224  | 16,49 | 3     |
| Sinistra                     | 1.721                                 | 12,76  | 3     |       |
|                              | Alleanza Nazionale                    | 2.512  | 18,62 | 3     |
| Centro Cristiano Democratico | 1.040                                 | 11,71  | 1     |       |
| Totale                       | Totale                                | 13.489 | 100   | 20    |

Ballottaggio